# Henry Hull
Pour les articles homonymes, voir Hull.
Henry Watterson Hull est un acteur américain né le 3 octobre 1890 à Louisville, Kentucky (États-Unis), mort le 8 mars 1977 en Cornouailles (Royaume-Uni).

## Filmographie
- 1917 : A Square Deal (en) de Harley Knoles : Mark Dunbar
- 1917 : L'Honneur de la famille (en) (The Family Honor) d'Émile Chautard : Anthony Wayne
- 1917 : Rasputin, the Black Monk d'Arthur Ashley : Kerensky
- 1917 : The Volunteer (en) de Harley Knoles : Jonathan Mendenhall
- 1918 : L'Accalmie (en) (Little Women) de Harley Knoles : John Brooke
- 1919 : Tom's Little Star (en) de George Terwilliger
- 1922 : La Nuit mystérieuse (One Exciting Night) de D. W. Griffith : John Fairfax
- 1923 : La Terreur de la goëlette (The Last Moment) de J. Parker Read Jr. : Hercules Napolean Cameron
- 1923 : A Bride for a Knight : Jimmy Poe
- 1924 : Roulette (en) de Stanner E. V. Taylor : Jimmy Moore
- 1924 : 'The Hoosier Schoolmaster (en) de Oliver L. Sellers (en) : Ralph Hartsook
- 1924 : For Woman's Favor (en) de Oscar A. C. Lund (en) : The Fou / L'amant
- 1925 : Wasted Lives (en) de John Gorman
- 1925 : The Wrongdoers (en) de Hugh Dierker (en) : Jimmy Nolan
- 1930 : Matinee Idle d'Arthur Hurley : Acteur
- 1934 : Midnight de Chester Erskine : Nolan
- 1934 : Famous Scenes from Pagliacci de William C. de Mille
- 1934 : Les Grandes Espérances (en) (Great Expectations) de Stuart Walker : Abel Magwitch
- 1935 : Transient Lady : Sen. Hamp Baxter
- 1935 : Le Monstre de Londres (Werewolf of London) de Stuart Walker : Dr. Wilfred Glendon
- 1938 : Paradise for Three : Sepp (hotel dishwasher)
- 1938 : Yellow Jack : Dr. Jesse Lazear
- 1938 : Trois Camarades (Three Comrades) de Frank Borzage : Dr. Heinrich Becker
- 1938 : Des hommes sont nés (Boys Town) de Norman Taurog : Dave Morris
- 1938 : Toute la ville danse (The Great Waltz) : Emperor Franz Josef
- 1939 : Le Brigand bien-aimé (Jesse James) d'Henry King et Irving Cummings : Major Rufus Cobb
- 1939 : The Spirit of Culver : Doc Allen
- 1939 : Le Retour de Cisco Kid (Return of the Cisco Kid) de Herbert I. Leeds : Col. Jonathan Bixby
- 1939 : Stanley et Livingstone (Stanley and Livingstone) : James Gordon Bennett, Jr.
- 1939 : Miracles à vendre (Miracles for Sale) : Dave Duvallo
- 1939 : Place au rythme (Babes in Arms) : Maddox
- 1939 : Bad Little Angel :'Red Wilks
- 1939 : Nick Carter, Master Detective : John A. Keller
- 1939 : André Hardy détective (Judge Hardy and Son) de George B. Seitz : Dr. Jones

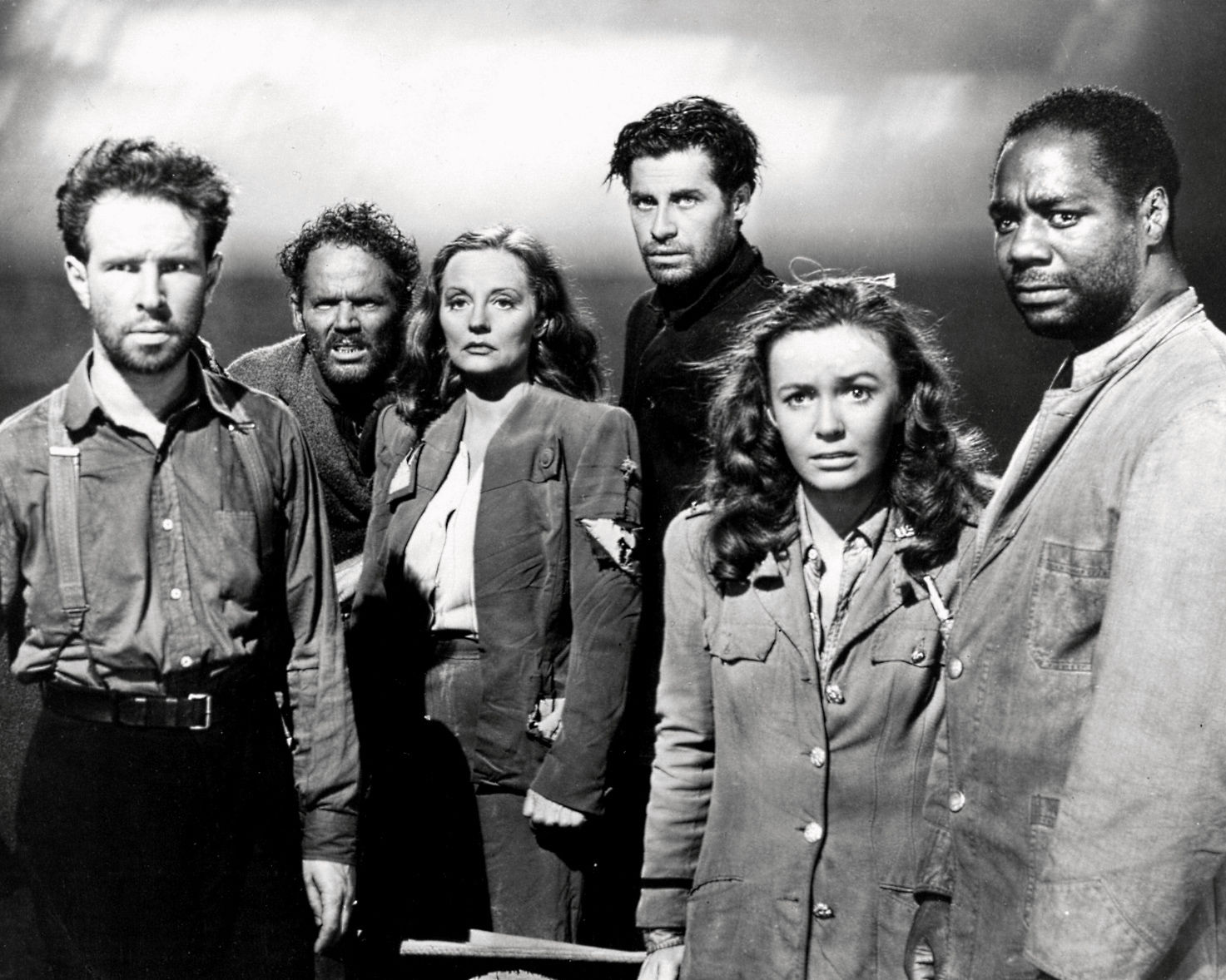
(2ème à gauche), dans Lifeboat (1944)

- 1940 : My Son, My Son! : Dermont O'Riorden
- 1940 : Le Retour de Frank James (The Return of Frank James) de Fritz Lang : Maj. Rufus Cobb
- 1941 : La Grande Évasion (High Sierra) : Doc' Banton
- 1943 : West Side Kid : Sam Winston
- 1943 : Seeds of Freedom : Guerilla leader
- 1943 : La Loi du Far West (The Woman of the Town) : Inky Wilkinson
- 1944 : Lifeboat - les naufragés (Lifeboat) : Charles D. 'Ritt' Rittenhouse
- 1944 : Goodnight, Sweetheart : Jeff Parker
- 1945 : Aventures en Birmanie (Objective, Burma!) de Raoul Walsh :'Mark Williams (American News correspondent)
- 1947 : L'Île enchantée (High Barbaree) : Dr. William G. Brooke
- 1947 : Deep Valley : Cliff Saul
- 1947 : Le deuil sied à Électre (Mourning becomes Electra) : Seth Beckwith
- 1948 : Bagarre pour une blonde (Scudda Hoo! Scudda Hay!) de F. Hugh Herbert : Milt Dominy
- 1948 : The Walls of Jericho : Jefferson Norman
- 1948 : Les Géants du ciel (Fighter Squadron) : Maj. Gen. Mike McCready
- 1948 : Le Portrait de Jennie (Portrait of Jennie) : Eke
- 1948 : La Folle enquête (On Our Merry Way), de King Vidor et Leslie Fenton : homme mouran'
- 1949 : El Paso, ville sans loi (El Paso) de Lewis R. Foster : Juge Henry Jeffers
- 1949 : Rimfire (en) de B. Reeves Eason : Editor Greeley
- 1949 : La Fille du désert (Colorado Territory) : Fred Winslow
- 1949 : Le Rebelle (The Fountainhead), de King Vidor : Henry Cameron
- 1949 : Le Prix du silence (The Great Gatsby) : Dan Cody
- 1949 : Song of Surrender (en) de Mitchell Leisen : Deacon Parry
- 1949 : The Great Dan Patch : Dan Palmer
- 1950 : The Return of Jesse James : Hank Younger
- 1951 : Hollywood Story (en) de William Castle : Philip Ferrara aka Vincent St. Clair
- 1952 : The Treasure of Lost Canyon (en) : Cousin Lucius
- 1953 : La Dernière Chevauchée (The Last Posse) d'Alfred L. Werker : Stokely
- 1953 : La Piste fatale (Inferno) de Roy Ward Baker : Sam Elby
- 1953 : La Trahison du capitaine Porter (Thunder Over the Plains) d'André De Toth : Lt. Col. Chandler
- 1955 : L'Homme au fusil (Man with the Gun) de Richard Wilson : Marshal Lee Sims
- 1956 : Kentucky Rifle : Preacher Bently
- 1957 : The Buckskin Lady : Dr. James Goldsboro ('Doc') Medley
- 1958 : La Blonde et le Shérif (The Sheriff of Fractured Jaw) : Major Masters
- 1958 : Le Fier rebelle (The Proud Rebel) : Judge Morley
- 1958 : Bitter Heritage (TV) : Old Henry
- 1958 : Les Boucaniers (The Buccaneer) : Ezra Peavey
- 1959 : The Oregon Trail de Gene Fowler Jr. : George Seton
- 1961 : Le Maître du monde (Master of the World) : Prudent
- 1965 : The Fool Killer : Dirty Jim Jelliman
- 1966 : La Poursuite impitoyable (The Chase) : Briggs